# Робертс Улдрікіс
Робертс Улдрікіс (латис. Roberts Uldriķis, нар. 3 квітня 1998, Рига) — латвійський футболіст, нападник грецького клубу «Каллітея».
Виступав, зокрема, за клуб «Сьйон», а також національну збірну Латвії.

## Клубна кар'єра
Народився 3 квітня 1998 року в місті Рига. Вихованець футбольної школи клубу «Сконто».
У дорослому футболі дебютував 2015 року виступами за команду «МЕТТА/ЛУ», в якій провів один сезон, взявши участь у 37 матчах чемпіонату. 
Протягом 2017—2018 років захищав кольори клубу РФШ.
Своєю грою за останню команду привернув увагу представників тренерського штабу клубу «Сьйон», до складу якого приєднався 2018 року. Відіграв за команду зі Сьйона наступні три сезони своєї ігрової кар'єри. Більшість часу, проведеного у складі «Сьйона», був основним гравцем атакувальної ланки команди.
Протягом 2021—2024 років захищав кольори клубу «Камбюр».
До складу клубу «Каллітея» приєднався 2024 року. Станом на 19 вересня 2024 року відіграв за каллітейський клуб 4 матчі в національному чемпіонаті.

## Виступи за збірні
У 2014 році дебютував у складі юнацької збірної Латвії (U-17), загалом на юнацькому рівні взяв участь у 25 іграх, відзначившись 9 забитими голами.
Протягом 2017–2018 років залучався до складу молодіжної збірної Латвії. На молодіжному рівні зіграв у 8 офіційних матчах, забив 3 голи.
У 2017 році дебютував в офіційних матчах у складі національної збірної Латвії.
| Дата       | Місто            | Господарі          | Результат          | Гості              | Турнір                               | Голи | Примітки |
| ---------- | ---------------- | ------------------ | ------------------ | ------------------ | ------------------------------------ | ---- | -------- |
| 12-6-2017  | Рига             | Латвія             | 1 – 2              | Естонія            | товариський матч                     | -    | 65'      |
| 7-10-2017  | Торсгавн         | Фарерські острови  | 0 – 0              | Латвія             | Відбір до ЧС 2018                    | -    | 74'      |
| 10-10-2017 | Рига             | Латвія             | 4 – 0              | Андорра            | Відбір до ЧС 2018                    | -    | 71' 80'  |
| 22-3-2018  | Марбелья         | Фарерські острови  | 1 – 1              | Латвія             | товариський матч                     | -    | 57'      |
| 25-3-2018  | Гібралтар        | Гібралтар          | 1 – 0              | Латвія             | товариський матч                     | -    | 58'      |
| 9-6-2018   | Лієпая           | Латвія             | 1 – 3              | Азербайджан        | товариський матч                     | 1    | 69'      |
| 6-9-2018   | Рига             | Латвія             | 0 – 0              | Андорра            | Ліга націй УЄФА 2018-2019 - 1-й етап | -    | 61'      |
| 19-11-2018 | Андорра-ла-Велья | Андорра            | 0 – 0              | Латвія             | Ліга націй УЄФА 2018-2019 - 1-й етап | -    | 75' 89'  |
| 21-3-2019  | Скоп'є           | Північна Македонія | 3 – 1              | Латвія             | Відбір до ЧЄ 2020                    | -    | 79'      |
| 24-3-2019  | Варшава          | Польща             | 2 – 0              | Латвія             | Відбір до ЧЄ 2020                    | -    | 70'      |
| 6-9-2019   | Зальцбург        | Австрія            | 6 – 0              | Латвія             | Відбір до ЧЄ 2020                    | -    | 82'      |
| 9-9-2019   | Рига             | Латвія             | 0 – 2              | Північна Македонія | Відбір до ЧЄ 2020                    | -    | 46'      |
| 16-11-2019 | Любляна          | Словенія           | 1 – 0              | Латвія             | Відбір до ЧЄ 2020                    | -    | 72'      |
| 19-11-2019 | Рига             | Латвія             | 1 – 0              | Австрія            | Відбір до ЧЄ 2020                    | -    | 70'      |
| 3-9-2020   | Рига             | Латвія             | 0 – 0              | Андорра            | Ліга націй УЄФА 2020-2021 - 1-й етап | -    | 46'      |
| 7-10-2020  | Подгориця        | Чорногорія         | 1 – 1              | Латвія             | товариський матч                     | -    | 79'      |
| 10-10-2020 | Торсгавн         | Фарерські острови  | 1 – 1              | Латвія             | Ліга націй УЄФА 2020-2021 - 1-й етап | -    | 31' 32'  |
| 13-10-2020 | Рига             | Латвія             | 0 – 1              | Мальта             | Ліга націй УЄФА 2020-2021 - 1-й етап | -    | 64'      |
| 11-11-2020 | Серравалле       | Сан-Марино         | 0 – 3              | Латвія             | товариський матч                     | -    | 72'      |
| 24-3-2021  | Рига             | Латвія             | 1 – 2              | Чорногорія         | Відбір до ЧС 2022                    | -    | 81'      |
| 27-3-2021  | Амстердам        | Нідерланди         | 2 – 0              | Латвія             | Відбір до ЧС 2022                    | -    | 46'      |
| 30-3-2021  | Стамбул          | Туреччина          | 3 – 3              | Латвія             | Відбір до ЧС 2022                    | 1    | 73'      |
| 4-6-2021   | Рига             | Латвія             | 3 – 1              | Литва              | Coppa del Baltico                    | 1    |          |
| 7-6-2021   | Дюссельдорф      | Німеччина          | 7 – 1              | Латвія             | товариський матч                     | -    | 71'      |
| 10-6-2021  | Таллінн          | Естонія            | 2 – 1              | Латвія             | Coppa del Baltico                    | -    |          |
| 1-9-2021   | Рига             | Латвія             | 3 – 1              | Гібралтар          | Відбір до ЧС 2022                    | -    | 78'      |
| 4-9-2021   | Рига             | Латвія             | 0 – 2              | Норвегія           | Відбір до ЧС 2022                    | -    | 70'      |
| 7-9-2021   | Подгориця        | Чорногорія         | 0 – 0              | Латвія             | Відбір до ЧС 2022                    | -    | 32'      |
| 8-10-2021  | Рига             | Латвія             | 0 – 1              | Нідерланди         | Відбір до ЧС 2022                    | -    | 89'      |
| 11-10-2021 | Рига             | Латвія             | 1 – 2              | Туреччина          | Відбір до ЧС 2022                    | -    | 60'      |
| 13-11-2021 | Осло             | Норвегія           | 0 – 0              | Латвія             | Відбір до ЧС 2022                    | -    | 75'      |
| 16-11-2021 | Гібралтар        | Гібралтар          | 1 – 3              | Латвія             | Відбір до ЧС 2022                    | 1    | 46' 69'  |
| 3-6-2022   | Рига             | Латвія             | 3 – 0              | Андорра            | Ліга націй УЄФА 2022-2023 - 1-й етап | 2    |          |
| 6-6-2022   | Рига             | Латвія             | 1 – 0              | Ліхтенштейн        | Ліга націй УЄФА 2022-2023 - 1-й етап | -    |          |
| 10-6-2022  | Кишинів          | Молдова            | 2 – 4              | Латвія             | Ліга націй УЄФА 2022-2023 - 1-й етап | -    | 61'      |
| 14-6-2022  | Вадуц            | Ліхтенштейн        | 0 – 2              | Латвія             | Ліга націй УЄФА 2022-2023 - 1-й етап | -    | 67'      |
| 16-11-2022 | Рига             | Латвія             | 1 – 1 (5 – 3 п.п.) | Естонія            | Coppa del Baltico                    | -    | 62'      |
| 22-3-2023  | Дублін           | Ірландія           | 3 – 2              | Латвія             | товариський матч                     | 1    | 87'      |
| 28-3-2023  | Кардіфф          | Уельс              | 1 – 0              | Латвія             | Відбір до ЧЄ 2024                    | -    | 82'      |
| 16-6-2023  | Рига             | Латвія             | 2 – 3              | Туреччина          | Відбір до ЧЄ 2024                    | -    | 86'      |
| 19-6-2023  | Єреван           | Вірменія           | 2 – 1              | Латвія             | Відбір до ЧЄ 2024                    | -    | 81' 85'  |
| 8-9-2023   | Рієка            | Хорватія           | 5 – 0              | Латвія             | Відбір до ЧЄ 2024                    | -    |          |
| 11-9-2023  | Рига             | Латвія             | 0 – 2              | Уельс              | Відбір до ЧЄ 2024                    | -    | 86'      |
| 12-10-2023 | Рига             | Латвія             | 2 – 0              | Вірменія           | Відбір до ЧЄ 2024                    | -    | 82'      |
| 15-10-2023 | Конья            | Туреччина          | 4 – 0              | Латвія             | Відбір до ЧЄ 2024                    | -    | 75'      |
| 18-11-2023 | Рига             | Латвія             | 0 – 2              | Хорватія           | Відбір до ЧЄ 2024                    | -    | 83'      |
| 21-11-2023 | Варшава          | Польща             | 2 – 0              | Латвія             | товариський матч                     | -    | 27' 72'  |
| 21-3-2024  | Лімасол          | Кіпр               | 1 – 1              | Латвія             | товариський матч                     | -    | 77'      |
| 26-3-2024  | Ларнака          | Латвія             | 1 – 1              | Ліхтенштейн        | товариський матч                     | -    | 76'      |
| 7-9-2024   | Єреван           | Вірменія           | 4 – 1              | Латвія             | Ліга націй УЄФА 2024-2025 - 1-й етап | -    |          |
| 10-9-2024  | Рига             | Латвія             | 1 – 0              | Фарерські острови  | Ліга націй УЄФА 2024-2025 - 1-й етап | -    | 72'      |
| Усього     |                  | Матчів             | 51                 |                    | Голів                                | 7    |          |